# منكسفة بيضاء
منكسفة بيضاء أو قضيم البنت (الاسم العلمي:Eclipta alba) هي نوع غير مؤكد من النباتات تتبع جنس المنكسفة من الفصيلة النجمية.